# Convento de Santo Domingo (Talavera de la Reina)
El antiguo convento de Santo Domingo de Talavera de la Reina, tras la desamortización de Mendizábal, fue utilizado como fábrica de tinajas y posteriormente comprado y derribado para construir en su solar el "Colegio Compañía de María", un colegio religioso para niñas. La iglesia conventual, llamada de San Ginés, se conserva, siendo la parte más llamativa tanto del antiguo convento desaparecido que estaba situado en los arrabales viejos, como del actual colegio.

## Iglesia
La iglesia de estilo gótico tardío, data del año 1536. Se compone de una sola nave, con crucero y ábside poligonal de cinco lados, todo ello cubierto por una compleja bóveda de crucería. Se aprecian rasgos renacentistas como las ventanas de medio punto y los magníficos sepulcros pertenecientes al fundador y sus padres. El templo ha perdido todos los retablos y mobiliario original debido a su venta tras la desamortización en el siglo XIX. A partir de principios del siglo XX se le dotó de un órgano barcelonés de excelentes cualidades musicales y de retablos neogóticos y vidrieras que armonizan perfectamente con el resto del lugar.
- Datos: Q5785911